# Стадион Университета Акдениз
Стадион Университета Акдениз (тур. Akdeniz Üniversitesi Stadyumu) — многофункциональный стадион в Анталье, Турция. Стадион относится к Университету Акдениз, располагающемуся на средиземноморском побережье Турции.
Стадион служил домашней ареной для футбольного клуба «Антальяспор» в 2012—2015 годах.